# Dioscorea bulbifera
Dioscorea bulbifera L., 1753 è una specie di pianta della famiglia Dioscoreaceae. È originaria dell'Africa, dell'Asia e dell'Australia settentrionale. È ampiamente coltivata ed è stata naturalizzata in molte nazioni (America Latina, Indie occidentali, Stati Uniti sudorientali e varie isole oceaniche).
È anche conosciuto come yam-up in inglese nigeriano Pidgin, poiché la pianta è coltivata più per i suoi bulbi che per i suoi tuberi.

## Descrizione
Dioscorea bulbifera è una vite perenne con foglie larghe e alternate e due tipi di organi di stoccaggio. La pianta forma bulbilli nelle ascelle fogliari degli steli intrecciati e tuberi sotto terra. Questi tuberi sono come piccole patate oblunghe. Alcune varietà sono commestibili e coltivate come coltura alimentare, specialmente in Africa occidentale. I tuberi delle varietà commestibili hanno spesso un sapore amaro, che può essere rimosso facendolo bollire. Possono quindi essere preparati allo stesso modo di patate e patate dolci.
La pianta può crescere molto rapidamente, circa 20,32 cm al giorno, e alla fine raggiunge oltre i 152 cm di lunghezza. In genere si arrampica sulle cime degli alberi e ha la tendenza a prendere il sopravvento sulle piante autoctone. Delle nuove piante si sviluppano dai bulbilli che si formano sulla pianta, e questi bulbilli servono come mezzo di dispersione. Gli steli aerei muoiono in inverno, ma il rigermogliamento avviene da bulbilli e tuberi sotterranei.
I mezzi primari di diffusione e riproduzione sono i bulbilli. I bulbilli più piccoli tendono difficile il controllo della pianta a causa della loro capacità de germogliare velocemente. La vite produce piccoli fiori bianchi; tuttavia, questi sono raramente visti quando cresce in Florida. I frutti sono capsule.

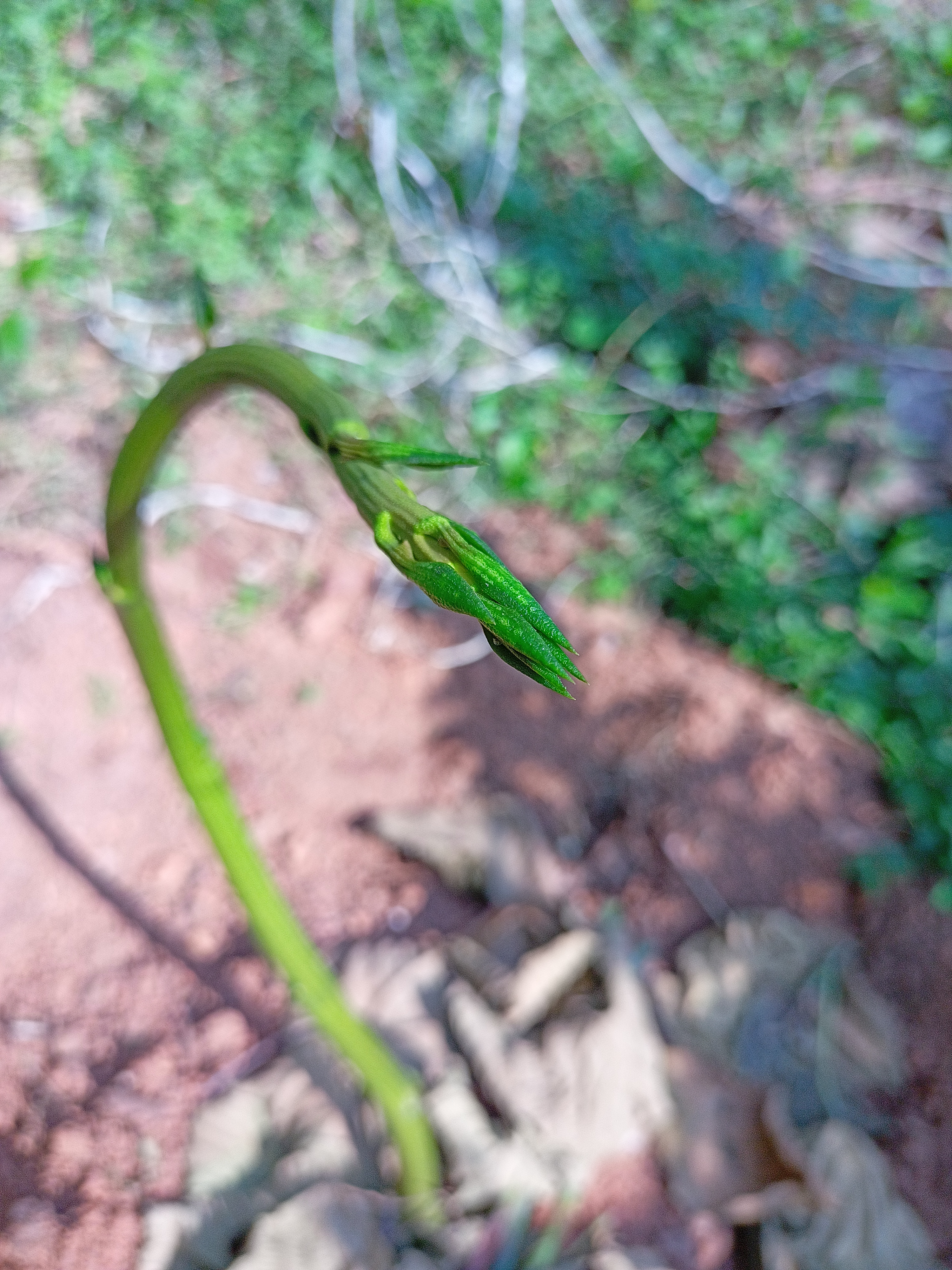
Germoglio di Dioscorea bulbifera

## Usi
La pianta è stata usata come rimedio popolare per trattare la congiuntivite, la diarrea e la dissenteria, tra gli altri disturbi.
La Dioscorea bulbifera è molto importante per il popolo Tiwi dell'Australia, che lo usa in un'importante cerimonia chiamata kulama. Durante la cerimonia i tuberi vengono cucinati ritualmente e mangiati il terzo giorno.

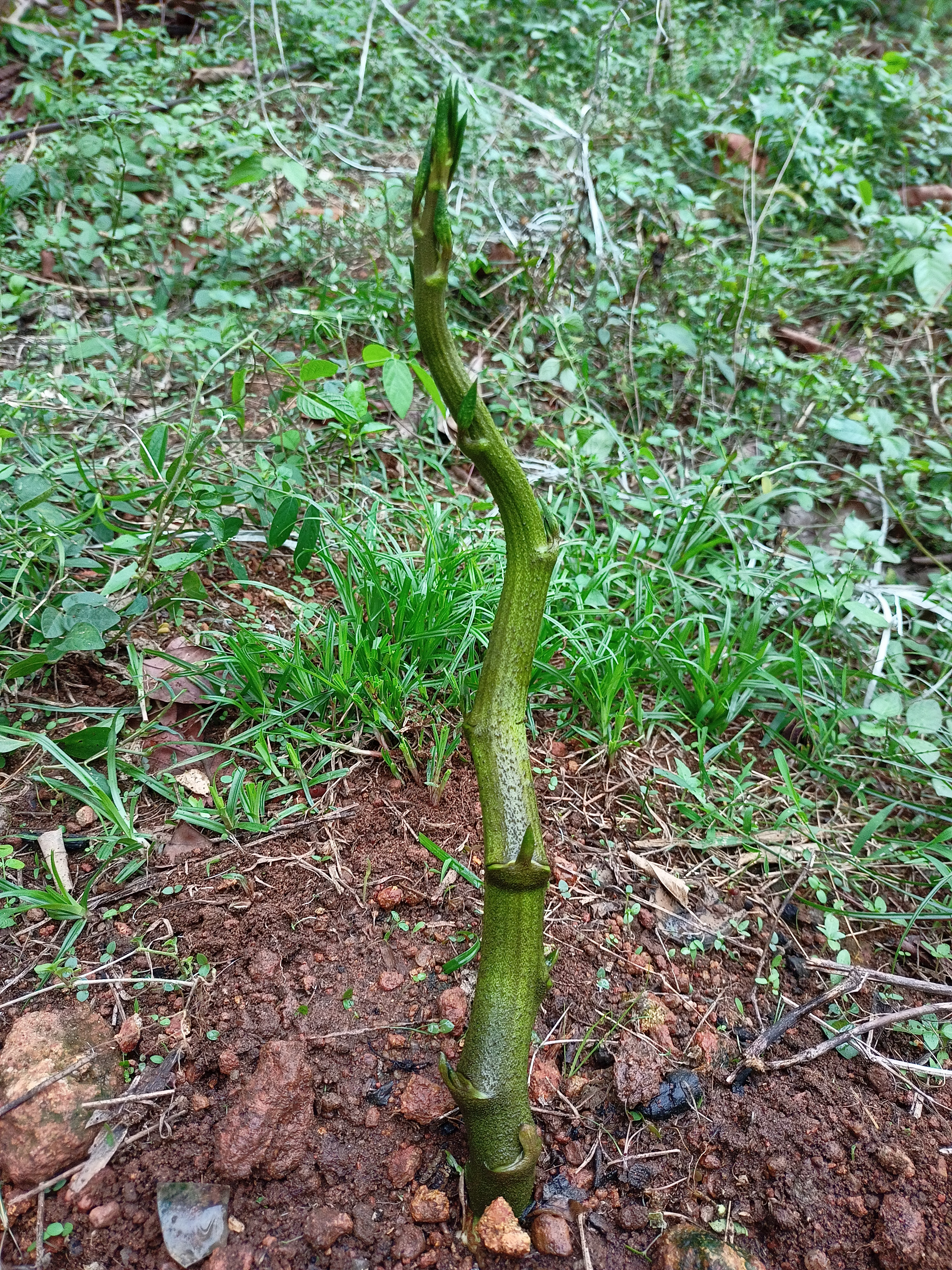
Stelo di Dioscorea bulbifera

### Tossicità

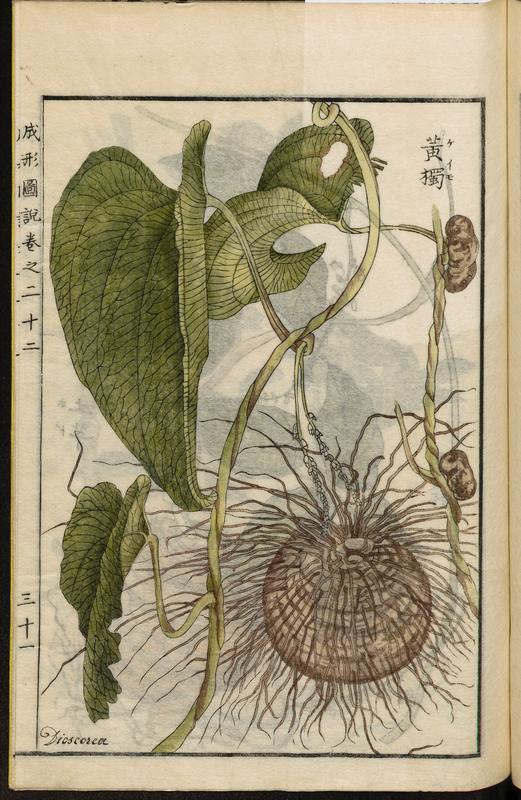
Dioscorea bulbifera L. dall'enciclopedia agricola giapponese Seikei Zusetsu

Le forme incolte, come quelle che crescono spontaneamente in  Florida, possono essere velenose. Queste varietà contengono la diosgenina steroidea, che è un materiale principale utilizzato nella produzione di una serie di ormoni steroidei sintetici, come quelli utilizzati nella contraccezione ormonale. Ci sono state affermazioni che anche le forme selvatiche sono rese commestibili dopo l'essiccazione l'ebollizione, portando confusione sulla tossicità effettiva.

## Specie invasive
In alcuni luoghi, come la Florida, è considerata un'erbaccia nociva a causa della sua vite a crescita rapida e a foglia larga che si diffonde tenacemente e soverchia tutte le piante che crescono sotto di essa. I bulbilli sulle viti germogliano e diventano nuove viti, attorcigliandosi l'una intorno all'altra per formare un intreccio fitto. Se la pianta viene tagliata a terra, i tuberi possono sopravvivere per lunghi periodi e generare nuovi germogli in seguito.
Il coleottero figliare Liliocerieris cheni è stato studiato e impiegato come agente di disinfestazione biologica per la pianta, con rilascio nel 2012.